# Slurfwormen
De Slurfwormen (Echiura) (van het Griekse echis = adder, giftige slang, oura = staart) zijn een onderklasse van de borstelwormen (Polychaeta) die uit ongeveer 230 mariene soorten bestaat. De groep werd voorheen als een aparte stam Echiura van het dierenrijk opgevat. Moleculair onderzoek aan het eind van de twintigste eeuw en het begin van de eenentwintigste, maakte echter aannemelijk dat dit een van de ringwormen (Annelida) afgeleide groep was, waarbij de segmentatie was verdwenen. Daarop werd de groep als onderklasse Echiura in de klasse borstelwormen van de stam Annelida geplaatst, met de Echiuroidea als enig orde.

## Kenmerken
De dieren hebben een plomp, enigszins peervormig, wormvormig lichaam dat bestaat uit een romp die over het algemeen ingegraven is in de zeebodem, en een proboscis of 'slurf' (vaak vele malen langer dan de romp) die op de zeebodem ligt. De lichaamswand is zacht en vertoont fijne ringen die echter geen verband houden met segmentatie. De proboscis is samentrekbaar en bij sommige soorten gesplitst en met een diepe groeve langs een kant. De larve zweeft vrij in het water, een zogenaamde 'trochophora'.

## Voeding
Echiura eten organisch afval (detritus), dat door de slurf met behulp van trilharen van de zeebodem wordt verzameld en naar de mond wordt gebracht.

## Voortplanting
De Echiura zijn van gescheiden geslachten. De geslachtscellen komen via de nierkanaaltjes (nephridia) naar buiten. De bevruchting vindt in het zeewater plaats. Bij o.a. Bonellia viridis, die evenals Echiurus echiurus in de Noordzee voorkomt, kan het wijfje ongeveer 15 cm lang worden, terwijl het mannetje slechts een lengte van 3 mm bereikt. Larven van deze soort die in een gebied zonder volwassen dieren komen, blijken zich in grote meerderheid tot wijfjes te ontwikkelen; komen er naderhand opnieuw larven in dit gebied, dan zetten deze zich vast op de slurf van een wijfje en ontwikkelen zich in 4 à 5 dagen tot mannetjes, verlaten dan de slurf en dringen het lichaam van het wijfje binnen, waar zij zich voornamelijk ophouden in de nierkanaaltjes. De mannetjes hebben een gedegenereerd darmkanaal en ook andere organen zijn slecht of niet tot ontwikkeling gekomen. Zij voeden zich ten koste van de vrouwelijke individuen.

## Taxonomie
De volgende taxa zijn bij de slurfwormen ingedeeld:
- Orde Echiuroidea
- Onderorde Echiurida
  - Familie Echiuridae
    - Echiurus Guérin-Méneville, 1831
    - Ikedosoma Bock, 1942
    - Anelassorhynchus Annandale, 1922
    - Arhynchite Sato, 1937
    - Lissomyema Fisher, 1946
    - Listriolobus Fischer, 1926 non Spengel, 1912
    - Ochetostoma Rüppell & Leuckart, 1828
    - Thalassema Pallas, 1774

  - Familie Ikedida
    - Ikeda Wharton, 1913

  - Familie Urechidae
    - Urechis Seitz, 1907
- OnderordeBonelliida
  - Familie Bonelliidae
    - Acanthobonellia Fisher, 1948
    - Acanthohamingia Ikeda, 1910
    - Achaetobonellia Fisher, 1953
    - Alomasoma Zenkevitch, 1958
    - Amalosoma Fisher, 1948
    - Archibonellia Fisher, 1919
    - Austrobonellia Fisher, 1947
    - Bengalus Biseswar, 2006
    - Binophorus Salvini-Plaven, 1972
    - Biporus Murina & Popkov, 2000
    - Bonellia Rolando, 1822
    - Bonelliopsis Fisher, 1946
    - Bruunellia Zenkevitch, 1966
    - Charcotus Datta-Gupta, 1981
    - Choanostomellia Zenkevitch, 1964
    - Dattaguptus Murina & Popkov, 2000
    - Eubonellia Fisher, 1946
    - Hamingia Danielssen & Koren, 1880
    - Ikedella Monro, 1927
    - Jakobia Zenkevitch, 1958
    - Kurchatovus DattaGupta, 1977
    - Maxmuelleria Bock, 1942
    - Metabonellia Stephen & Edmonds, 1972
    - Nellobia Fisher, 1946
    - Prometor Fisher, 1948
    - Protobonellia Ikeda, 1908
    - Pseudobonellia Johnston & Tiegs, 1919
    - Pseudoikedella Murina, 1978
    - Sluiterina Monro, 1927
    - Torbenwolffia Zenkevitch, 1966
    - Vitjazema Zenkevitch, 1958
    - Zenkevitchiola Murina, 1978
- Echiura incertae sedis
  - Binoraphorus Salvini-Plawen, 1972
  - Sactosoma Fisher, 1946